# Vadaschovisjtja Laktysjy
Vadaschovisjtja Laktysjy (vitryska: Вадасховішча Лактышы, Vadaskhovishcha Laktyshy) är en reservoar i Belarus.   Den ligger i voblasten Brests voblast, i den centrala delen av landet, 130 km söder om huvudstaden Minsk. Vadaschovisjtja Laktysjy ligger 148 meter över havet. Arean är 13,3 kvadratkilometer. Den sträcker sig 5,4 kilometer i nord-sydlig riktning, och 4,1 kilometer i öst-västlig riktning.